# Luigi Chiodi (ciclista)
Luigi Chiodi (Torino, 18 giugno 1887 – Druento, 17 febbraio 1959) è stato un ciclista su strada italiano, professionista dal 1907 al 1914. Pioniere del ciclismo, partecipò al primo Giro d'Italia nel 1909 (che chiuse undicesimo), e a due Tour de France e 3 Milano-Sanremo. Oltre alle due vittorie colte in carriera (Susa-Mont Cenis nel 1907 e Coppa San Giorgio nel 1910), ottiene numerosi importanti piazzamenti, quali il secondo posto al Giro del Piemonte 1908 e alla Roma-Napoli-Roma dello stesso anno ed il settimo al Giro dell'Emilia 1910.

## Palmarès
- 1907 (Bianchi, una vittoria)

Susa-Mont Cenis
- 1910 (Peugeot, una vittoria)

Coppa San Giorgio

## Piazzamenti

### Grandi Giri
- Giro d'Italia

1909: 11º
- Tour de France

1908: ritirato (6ª tappa)
1909: ritirato (3ª tappa)

### Classiche monumento
- Milano-Sanremo

1909: 16º
1911: 37º
1912: 44º